# United Rugby Championship 2021/22
Die United Rugby Championship 2021/22 war die erste Saison der internationalen Rugby-Union-Meisterschaft United Rugby Championship sowie die 21. Ausgabe, wenn man alle Vorgängerveranstaltungen miteinbezieht. Sie umfasste 18 Spieltage und begann am 24. September 2021. Beteiligt waren je vier Teams aus Irland, Südafrika und Wales sowie je zwei Teams aus Italien und Schottland. Die insgesamt 16 Teams waren in vier regionale Gruppen aufgeteilt, in denen sie um separate Trophäen (Shields) spielten. Nach dem letzten Spieltag, der am 21. Mai 2022 endete, traten die vier Shield-Gewinner im Play-off gegeneinander an. Das Finale fand am 18. Juni 2022 in Kapstadt statt; in einem rein südafrikanischen Duell setzten sich die Stormers gegen die Bulls durch und sicherten sich erstmals den Meistertitel.

## Format
Die Meisterschaft umfasste 18 Runden. Es gab vier regionale Gruppe (pools): Der Irish Shield Pool mit den vier irischen Teams, der Welsh Shield Pool mit den vier walisischen Teams, der South African Shield Pool mit den vier südafrikanischen Teams sowie der Scottish/Italian Shield Pool mit den zwei italienischen und zwei schottischen Teams. Jedes bestritt je sechs Heim- und Auswärtsspiele gegen seine regionalen Gruppenrivalen. Die restlichen zwölf Spiele wurden in einer Round Robin ausgetragen, bestehend aus gleich vielen Heim- und Auswärtsspielen gegen alle Teams der übrigen Gruppen. Daraus wurde eine Gesamttabelle ermittelt. Die acht besten Teams qualifizierten sich für das Viertelfinale, darauf folgten die Halbfinalspiele und das Finale.
Insgesamt acht Teams qualifizierten sich für den European Rugby Champions Cup der folgenden Saison, während die acht übrigen in den EPCR Challenge Cup einzogen. Alle im Wettbewerb erzielten Punkte wurden in die Rangliste der regionalen Gruppen aufgenommen, wobei sich das beste Team jeder Gruppe automatisch für den European Rugby Champions Cup qualifizierte. Die verbleibenden vier Plätze gingen an die bestplatzierten Teams der Gesamttabelle (sofern sie sich nicht bereits qualifiziert hatten). Auf diese Weise konnten sich die südafrikanischen Vertreter in diesem Wettbewerb erstmals für einen europäischen Pokalwettbewerb qualifizieren (vorbehaltlich der endgültigen Festlegung der Vertragsbedingungen), da die bisherigen südafrikanischen Teilnehmer – die Cheetahs und die Southern Kings – nicht für europäische Wettbewerbe zugelassen waren.

## Regionalgruppen
Die regionalen Gruppen der regulären Saison waren der primäre Mechanismus, über den sich die Teams für die europäischen Wettbewerbe qualifizieren konnte. Die Gewinner der „Shields“ aller vier Regionalgruppen zogen automatisch in den European Rugby Champions Cup der Folgesaison ein. Die verbliebenen vier Plätze wurden an die vier besten Mannschaften der regulären Saison vergeben – unabhängig davon, welcher Regionalgruppe sie angehörten.

### Irland
|    | Team           | Spiele | Siege | Unent. | Ndlg. | Spiel- punkte | Diff. | Bonus- punkte | Tabellen- punkte |
| -- | -------------- | ------ | ----- | ------ | ----- | ------------- | ----- | ------------- | ---------------- |
| 1. | Leinster Rugby | 18     | 13    | 0      | 5     | 546:276       | + 270 | 15            | 67               |
| 2. | Ulster Rugby   | 18     | 12    | 0      | 6     | 412:297       | + 115 | 11            | 59               |
| 3. | Munster Rugby  | 18     | 11    | 0      | 7     | 524:341       | + 183 | 12            | 56               |
| 4. | Connacht Rugby | 18     | 9     | 0      | 9     | 399:502       | − 103 | 5             | 41               |

### Schottland / Italien
|    | Team                   | Spiele | Siege | Unent. | Ndlg. | Spiel- punkte | Diff. | Bonus- punkte | Tabellen- punkte |
| -- | ---------------------- | ------ | ----- | ------ | ----- | ------------- | ----- | ------------- | ---------------- |
| 1. | Edinburgh Rugby        | 18     | 10    | 1      | 7     | 421:318       | + 103 | 12            | 54               |
| 2. | Glasgow Warriors       | 18     | 10    | 0      | 8     | 409:376       | + 33  | 10            | 50               |
| 3. | Benetton Rugby Treviso | 18     | 6     | 1      | 11    | 425:501       | − 76  | 9             | 35               |
| 4. | Zebre Parma            | 18     | 1     | 0      | 17    | 261:630       | − 369 | 5             | 9                |

### Südafrika
|    | Team     | Spiele | Siege | Unent. | Ndlg. | Spiel- punkte | Diff. | Bonus- punkte | Tabellen- punkte |
| -- | -------- | ------ | ----- | ------ | ----- | ------------- | ----- | ------------- | ---------------- |
| 1. | Stormers | 18     | 12    | 2      | 4     | 464:311       | + 153 | 9             | 61               |
| 2. | Bulls    | 18     | 11    | 0      | 7     | 518:388       | + 130 | 14            | 58               |
| 3. | Sharks   | 18     | 11    | 1      | 6     | 510:365       | + 145 | 11            | 57               |
| 4. | Lions    | 18     | 8     | 0      | 10    | 408:450       | − 42  | 9             | 41               |

### Wales
|    | Team          | Spiele | Siege | Unent. | Ndlg. | Spiel- punkte | Diff. | Bonus- punkte | Tabellen- punkte |
| -- | ------------- | ------ | ----- | ------ | ----- | ------------- | ----- | ------------- | ---------------- |
| 1. | Ospreys       | 18     | 10    | 0      | 8     | 422:474       | − 52  | 6             | 46               |
| 2. | Scarlets      | 18     | 8     | 0      | 10    | 494:534       | − 40  | 13            | 45               |
| 3. | Cardiff Rugby | 18     | 7     | 0      | 11    | 369:577       | − 208 | 4             | 32               |
| 4. | Dragons RFC   | 18     | 2     | 1      | 15    | 305:547       | − 242 | 9             | 19               |

## Gesamttabelle
Die Gesamttabelle diente dazu, jene Teams zu ermitteln, die sich für die Play-offs qualifizieren. Die acht bestplatzierten am Ende der regulären Saison qualifizierten sich unabhängig von der regionalen Gruppe für das Viertelfinale, wobei sie in der Reihenfolge des Abschlusses der regulären Saison gesetzt wurden. Die Gesamttabelle bildete auch den zweiten Weg zur Qualifikation für den European Rugby Champions Cup, für den sich die vier besten Mannschaften qualifizierten, die nicht bereits Shield-Gewinner waren.

M = Amtierender Meister
|     | Team                   | Spiele | Siege | Unent. | Ndlg. | Spiel- punkte | Diff. | Bonus- punkte | Tabellen- punkte |
| --- | ---------------------- | ------ | ----- | ------ | ----- | ------------- | ----- | ------------- | ---------------- |
| 01. | Leinster Rugby (M)     | 18     | 13    | 0      | 5     | 546:276       | + 270 | 15            | 67               |
| 02. | Stormers               | 18     | 12    | 2      | 4     | 464:311       | + 153 | 9             | 61               |
| 03. | Ulster Rugby           | 18     | 12    | 0      | 6     | 412:297       | + 115 | 11            | 59               |
| 04. | Bulls                  | 18     | 11    | 0      | 7     | 518:388       | + 130 | 14            | 58               |
| 05. | Sharks                 | 18     | 11    | 1      | 6     | 510:365       | + 145 | 11            | 57               |
| 06. | Munster Rugby          | 18     | 11    | 0      | 7     | 524:341       | + 183 | 12            | 56               |
| 07. | Edinburgh Rugby        | 18     | 10    | 1      | 7     | 421:318       | + 103 | 12            | 54               |
| 08. | Glasgow Warriors       | 18     | 10    | 0      | 8     | 409:376       | + 33  | 10            | 50               |
| 09. | Ospreys                | 18     | 10    | 0      | 8     | 422:474       | − 52  | 6             | 46               |
| 10. | Scarlets               | 18     | 8     | 0      | 10    | 494:534       | − 40  | 13            | 45               |
| 11. | Connacht Rugby         | 18     | 9     | 0      | 9     | 399:502       | − 103 | 5             | 41               |
| 12. | Lions                  | 18     | 8     | 0      | 10    | 408:450       | − 42  | 9             | 41               |
| 13. | Benetton Rugby Treviso | 18     | 6     | 1      | 11    | 425:501       | − 76  | 9             | 35               |
| 14. | Cardiff Rugby          | 18     | 7     | 0      | 11    | 369:577       | − 208 | 4             | 32               |
| 15. | Dragons RFC            | 18     | 2     | 1      | 15    | 305:547       | − 242 | 9             | 19               |
| 16. | Zebre Parma            | 18     | 1     | 0      | 17    | 261:630       | − 369 | 5             | 9                |

Die Punkte wurden wie folgt verteilt:
- 4 Punkte bei einem Sieg
- 2 Punkte bei einem Unentschieden
- 0 Punkte bei einer Niederlage (vor möglichen Bonuspunkten)
- 1 Bonuspunkt für vier oder mehr Versuche, unabhängig vom Endstand
- 1 Bonuspunkt bei einer Niederlage mit sieben oder weniger Punkten Unterschied

## Play-offs

### Viertelfinale
| 3. Juni 2022 19:35 WESZ | Ulster Rugby | 36 : 17         | Munster Rugby                                                                       | Kingspan Stadium, Belfast Zuschauer: 10.252 Schiedsrichter: Jaco Peyper (Südafrika) |
| 3. Juni 2022 19:35 WESZ | Versuche: Cooney 11. erh. Moore (2) 25. erh., 33. n.erh. Timoney 43. erh. Hume 62. erh. Erhöhungen: Cooney (3/4) Doak 62. (1/1) Straftritte: Cooney (1/1) 57. | (25:10) Bericht | Versuche: Kleyn 19. erh. Earls (2) 53. n.erh., 70. n.erh. Erhöhungen: Carbery (1/3) | Kingspan Stadium, Belfast Zuschauer: 10.252 Schiedsrichter: Jaco Peyper (Südafrika) |

| 4. Juni 2022 13:35 SAST | Bulls | 30 : 27         | Sharks | Loftus Versfeld Stadium, Pretoria Zuschauer: 22.394 Schiedsrichter: Andrew Brace (Irland) |
| 4. Juni 2022 13:35 SAST | Versuche: Tambwe 13. erh. Coetzee 45. erh. Hendricks 51. erh. Erhöhungen: Smith (3/3) Straftritte: Smith (2/2) 20., 33. Dropgoals: Smith (1/1) 80.+4 | (13:13) Bericht | Versuche: Mbonambi 16. erh. Hendrikse 58. erh. Notshe 75. erh. Erhöhungen: Bosch (3/3) Straftritte: Bosch (2/2) 5., 40. | Loftus Versfeld Stadium, Pretoria Zuschauer: 22.394 Schiedsrichter: Andrew Brace (Irland) |

| 4. Juni 2022 15:35 WESZ | Leinster Rugby | 76 : 14        | Glasgow Warriors                                                     | RDS Arena, Dublin Zuschauer: 9346 Schiedsrichter: Andrea Piardi (Italien) |
| 4. Juni 2022 15:35 WESZ | Versuche: Sheehan (2) 16. erh., 39. n.erh. Larmour (2) 20. erh., 64. n.erh. McCarthy 24. erh. Doris 43. erh. Alaʻalatoa 48. erh. Gibson-Park 54. erh. Ringrose 57. n.erh. Frawley 69. erh. McGrath 71. erh. O’Brien 77. n.erh. Erhöhungen: Byrne (8/12) | (26:7) Bericht | Versuche: Fagerson 5. erh. Horne 60. erh. Erhöhungen: Thompson (2/2) | RDS Arena, Dublin Zuschauer: 9346 Schiedsrichter: Andrea Piardi (Italien) |

| 4. Juni 2022 19:35 SAST | Stormers | 28 : 17         | Edinburgh Rugby                                                      | Cape Town Stadium, Kapstadt Schiedsrichter: Frank Murphy (Irland) |
| 4. Juni 2022 19:35 SAST | Versuche: Gelant 3. erh. Nel 44. erh. Roos 54. n.erh. Erhöhungen: Libbok (2/3) Straftritte: Libbok (3/3) 12., 52., 69. | (10:10) Bericht | Versuche: Cherry 15. erh. Pyrgos 56. erh. Erhöhungen: Boffelli (2/2) | Cape Town Stadium, Kapstadt Schiedsrichter: Frank Murphy (Irland) |

### Halbfinale
| 10. Juni 2022 19:35 WESZ | Leinster Rugby | 26 : 27         | Bulls | RDS Arena Zuschauer: 11.565 Schiedsrichter: Andrea Piardi (Italien) |
| 10. Juni 2022 19:35 WESZ | Versuche: Sheehan 10. erh. Henshaw 33. erh. O’Loughlin 71. n.erh. Healy 80.+3 Erhöhungen: Byrne (2/3) Sexton (1/1) | (14:17) Bericht | Versuche: Grobbelaar 20. erh. Coetzee 25. erh. Strafversuch 53. Erhöhungen: Smith (2/3) Straftritte: Steyn (1/1) 14. Smith (1/1) 77. | RDS Arena Zuschauer: 11.565 Schiedsrichter: Andrea Piardi (Italien) |

| 11. Juni 2022 15:00 SAST | Stormers                                                                        | 17 : 15         | Ulster Rugby                                                                                            | Cape Town Stadium, Kapstadt Zuschauer: 30.000 Schiedsrichter: Mike Adamson (Schottland) |
| 11. Juni 2022 15:00 SAST | Versuche: Kotze 5. n.erh. Roos 14. n.erh. Gelant 80.+5 Erhöhungen: Gelant (1/1) | (10:15) Bericht | Versuche: Baloucoune 18. n.erh. Moore 28. erh. Erhöhungen: Cooney (1/2) Straftritte: Cooney (1/1) 40.+1 | Cape Town Stadium, Kapstadt Zuschauer: 30.000 Schiedsrichter: Mike Adamson (Schottland) |

### Finale
| 18. Juni 2022 19:35 SAST | Stormers | 18 : 13       | Bulls                                                                             | Cape Town Stadium, Kapstadt Zuschauer: 31.000 Schiedsrichter: Andrew Brace (Irland) |
| 18. Juni 2022 19:35 SAST | Versuche: Roos 45. erh. Venter 57. n.erh. Erhöhungen: Libbok (1/2) Straftritte: Libbok (1/1) 43. Dropgoals: Libbok (1/1) 75. | (0:7) Bericht | Versuche: Vorster 3. erh. Erhöhungen: Smith (1/1) Straftritte: Smith (2) 43., 65. | Cape Town Stadium, Kapstadt Zuschauer: 31.000 Schiedsrichter: Andrew Brace (Irland) |

| 15                 | Warrick Gelant             |     |
| 14                 | Sergeal Petersen           |     |
| 13                 | Ruhan Nel                  |     |
| 12                 | Damian Willemse            |     |
| 11                 | Seabelo Senatla            |     |
| 10                 | Manie Libbok               |     |
| 09                 | Herschel Jantjies          |     |
| 08                 | Evan Roos                  |     |
| 07                 | Haqjivah Dayimani          |     |
| 06                 | Deon Fourie                | 74. |
| 05                 | Marvin Orie                |     |
| 04                 | Salmaan Moerat             | 73. |
| 03                 | Frans Malherbe             | 67. |
| 02                 | JJ Kotze                   | 55. |
| 01                 | Steven Kitshoff            | 73. |
| Auswechselspieler: |                            |     |
| 16                 | Andre-Hugo Venter          | 55. |
| 17                 | Brok Harris                | 73. |
| 18                 | Neethling Fouché           | 67. |
| 19                 | Ernst van Rhyn             | 73. |
| 20                 | Junior Pokomela            |     |
| 21                 | Nama Xaba                  | 74. |
| 22                 | Godlen Masimla             |     |
| 23                 | Sacha Feinberg-Mingomezulu |     |
| Trainer:           |                            |     |
| John Dobson        |                            |     |

| 15                 | Kurt-Lee Arendse    |              |
| 14                 | Canan Moodie        | 65.          |
| 13                 | Cornal Hendricks    | 55. bis 65.′ |
| 12                 | Harold Vorster      |              |
| 11                 | Madosh Tambwe       |              |
| 10                 | Chris Smith         | 65.          |
| 09                 | Zak Burger          | 62.          |
| 08                 | Elrigh Louw         |              |
| 07                 | Arno Botha          | 77.          |
| 06                 | Marcell Coetzee     |              |
| 05                 | Ruan Nortje         |              |
| 04                 | Walt Steenkamp      | 58.          |
| 03                 | Mornay Smith        | 74.          |
| 02                 | Johan Grobbelaar    | 65.          |
| 01                 | Gerhard Steenekamp  | 65.          |
| Auswechselspieler: |                     |              |
| 16                 | Bismarck du Plessis | 65.          |
| 17                 | Simphiwe Matanzima  | 65.          |
| 18                 | Rob Hunt            | 65.          |
| 19                 | Janko Swanepoel     | 58.          |
| 20                 | WJ Steenkamp        | 77.          |
| 21                 | Embrose Papier      | 62.          |
| 22                 | Morné Steyn         | 74.          |
| 23                 | David Kriel         | 65.          |
| Trainer:           |                     |              |
| Jake White         |                     |              |

## Statistik
Quelle: United Rugby Championship

### Meiste erzielte Versuche
|    | Name             | Verein                 | Versuche |
| -- | ---------------- | ---------------------- | -------- |
| 1. | Marcell Coetzee  | Bulls                  | 11       |
| 1. | Leolin Zas       | Stormers               | 11       |
| 3. | Rhyno Smith      | Benetton Rugby Treviso | 10       |
| 4. | Johan Grobbelaar | Bulls                  | 9        |
| 4. | Seabelo Senatla  | Stormers               | 9        |

### Meiste erzielte Punkte
|    | Name         | Verein                 | Punkte |
| -- | ------------ | ---------------------- | ------ |
| 1. | Manie Libbok | Stormers               | 171    |
| 2. | Chris Smith  | Bulls                  | 153    |
| 3. | Rhyno Smith  | Benetton Rugby Treviso | 142    |
| 4. | Curwin Bosch | Sharks                 | 138    |
| 5. | Ross Byrne   | Leinster Rugby         | 125    |